# 年金業務監視委員会
年金業務監視委員会（ねんきんぎょうむかんしいいんかい）は、2010年（平成22年）2月に発足し、2014年（平成26年）3月31日に解散した総務大臣主宰の審議会等。年金記録問題への対応のため原口一博が総務省に設置した。外部有識者で構成され、年金事務のうち「事業の実施」に関する事務について調査審議することなどを任務とした。
設置時のメンバーは片桐春美、岸村英憲、郷原信郎、高山憲之、村岡洋一、吉山敦子で、郷原が座長を務めた。
2014年に設置期限のため解散するにあたって、外部の有識者による新たな年金監視機関の設置検討を求める意見書をまとめた。